# Nihon Keizai Shinbun

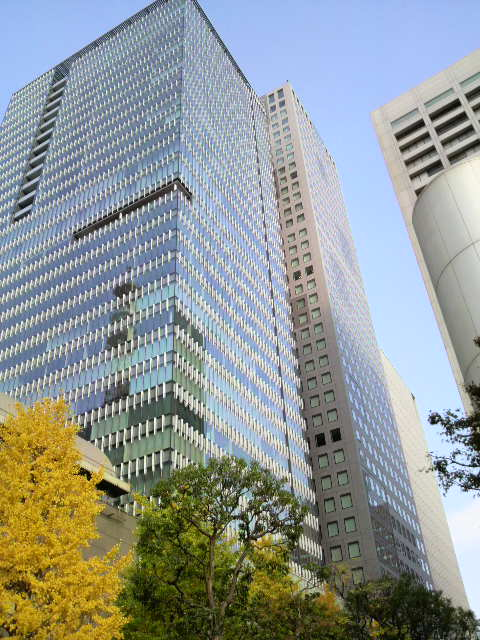
La sede centrale a Ōtemachi, Chiyoda, Tokyo

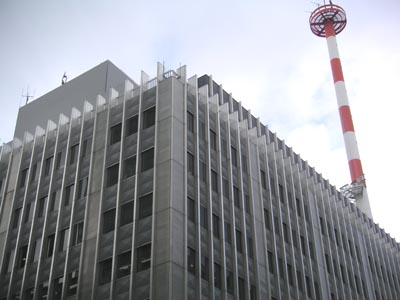
La vecchia sede a Ōtemachi, Chiyoda, Tokyo

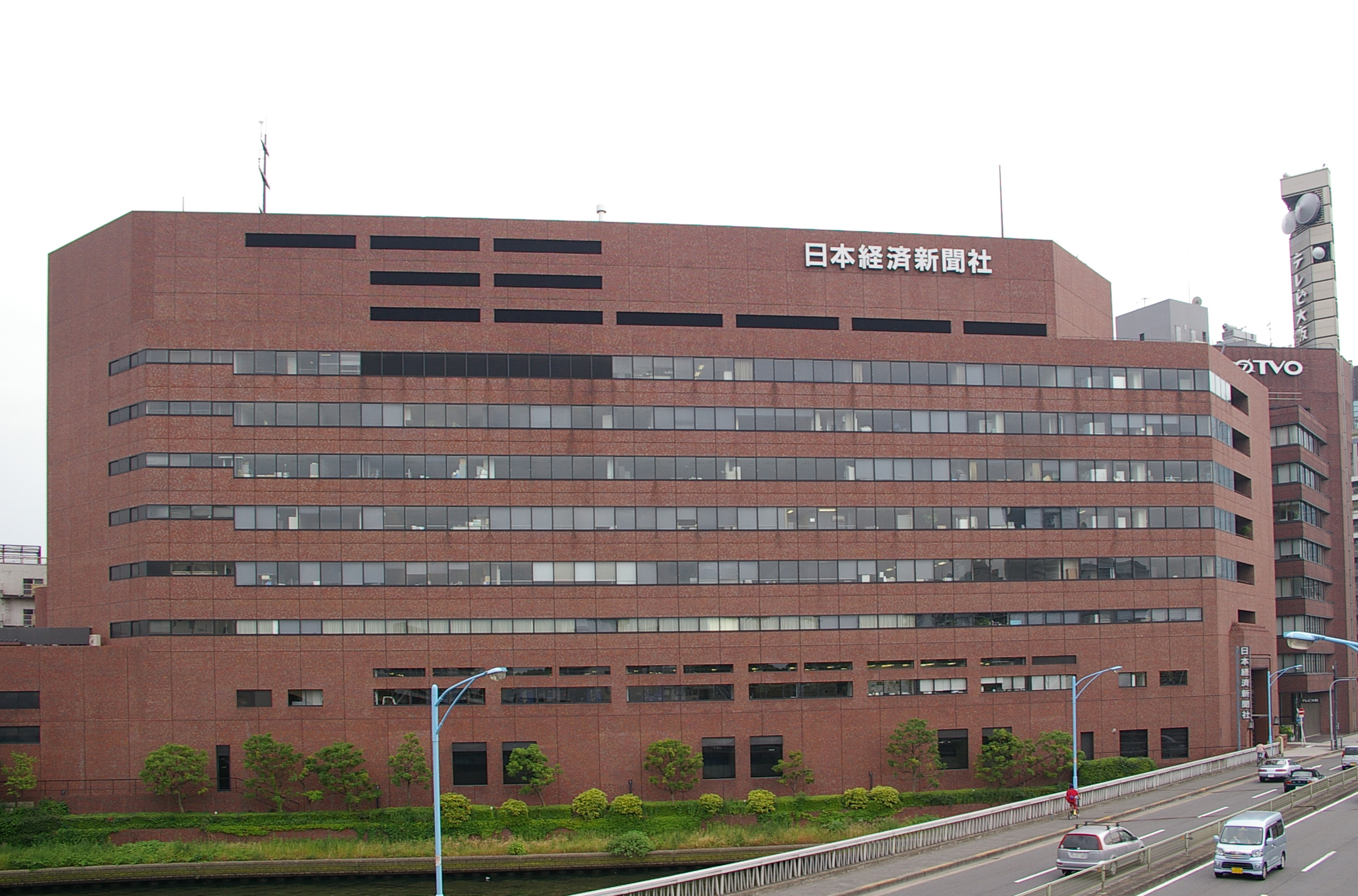
La sede di Osaka

Il Nihon Keizai Shinbun (日本経済新聞?), letteralmente "Giornale economico giapponese"), comunemente abbreviato in Nikkei Shinbun o semplicemente Nikkei, è un quotidiano giapponese a diffusione nazionale, specializzato nelle notizie economiche e nei listini di borsa.
Il Nikkei, con una tiratura di circa tre milioni di copie al giorno, è il quarto quotidiano giapponese, dopo lo Yomiuri Shimbun, l'Asahi Shimbun e il Mainichi Shimbun. 
Come gli altri grandi quotidiani giapponesi, ha due edizioni al giorno, quella del mattino e quella della sera.

## Storia
All'origine del Nikkei c'è l'ufficio stampa interno della Mitsui & Company, che nel 1876 iniziò a pubblicare un bolletino settimanale intitolato Chugai Bukka Shimpo (中外物価新報創刊, ovvero "Bollettino dei prezzi nazionali ed esteri" ).
Nel 1882 l'ufficio divenne un'impresa autonoma con il nome di Shokyosha. Il giornale divenne quotidiano (eccetto la domenica) nel 1885 e nel 1889 mutò testata in  Chugai Shogyo Simpo.
Nel 1942 si fuse con il Nikkan Kogyo e il Keizai Jiji e cambiò ulteriormente nome in Nihon Sangyo Keizai Shimbun. Dopo la seconda guerra mondiale, nel 1946, il giornale prese il nome attuale
Dal 1971 il giornale calcola l'indice Nikkei 225, l'indice di borsa della Borsa di Tokyo

## Oggi
L'attuale strategia del Nikkei è di avere una forte presenza internazionale. Oggi ha una rete di 36 uffici all'estero con 230 collaboratori. Le sedi principali per l'Europa si trovano a Londra e Francoforte

## Casa editrice
Il giornale è pubblicato dalla Kabushiki kaisha Nihon Keizai Shimbun-sha (株式会社日本経済新聞社, nota in inglese come Nikkei Inc.), che ha sedi a Tokio e Ōsaka. La casa editrice pubblica anche altri periodici di argomento economico:
- Nikkei Asian Review, periodico economico in inglese[6][7]
- Nikkei Veritas (日経ヴェリタス), settimanale economico che ha sostituito il Nikkei Kinyu Shimbun nel 2008.
- Nikkei Sangyō Shimbun (日経産業新聞, letteralmente "Quotidiano economico Nikkei"), quotidiano industriale
- Nikkei MJ (日経MJ, per esteso Nikkei Marketing Journal), rivista sul commercio che esce tre volte alla settimana
- Nikkei Weekly, settimanale economico in inglese

## Il gruppo Nikkei
Altre imprese del gruppo Nikkei sono:
- agenzie di informazioni economiche:
  - Rating & Investment Information, Inc. (58.6%)
- case editrici:
  - Nikkei Business Publications (Nikkei BP)
- riviste:
- Nikkei Science (50%)
- Nikkei National Geographic (50%)
- emittenti televisive:
  - TV Tōkyō (33.3%) diffusa nell'area di Tokyo
  - TV Ōsaka (19.9%) diffusa nella prefettura di Ōsaka
  - TV Aichi (19.9%) diffusa nella prefettura di Aichi
  - TV Hokkaidō (19.9%) diffusa nell'isola di Hokkaidō
  - TVQ Kyūshū (19.9%) diffusa nella prefettura di Fukuoka
  - TV Setouchi diffusa nelle prefetture di Kagawa e Okayama
  - BS Japan (emittente satellitare)
  - Nikkei CNBC Japan
- emittente radiofonica Radio Nikkei

Nel 2015, Nikkei ha acquisito il totale controllo del Financial Times, ceduto dalla Pearson PLC.